# Stichopus noctivagus
Stichopus noctivagus is een zeekomkommer uit de familie Stichopodidae.
De wetenschappelijke naam van de soort werd in 1980 gepubliceerd door Gustave Cherbonnier.